# Vila Sésamo

Logotipo para el programa de televisión infantil Sésamo

Vila Sésamo (en castellano o español: 'Villa Sésamo') fue una serie de televisión, la versión brasileña del programa infantil sobre la base del programa estadounidense Sesame Street (establecido por el Children's Television Workshop en Nueva York, sobre la base de los dictámenes emitidos por los conceptos y la educación técnica y la agencia de publicidad).

## El programa
La serie infantil comenzó a ser transmitido en 12 de octubre de 1972. La idea de crear una adaptación brasileña de Sesame Street fue de José Bonifacio de Oliveira Sobrinho (Boni), entonces director de Central Globo de Produções (una división de Rede Globo), y Claudio Petraglia, director de TV Cultura de São Paulo. En ese entonces, tanto Rede Globo como TV Cultura estaban interesados en adaptar el programa. A medida que Rede Globo inicialmente no tenía un estudio, se hizo una asociación entre las estaciones. Esas son las razones por las que Vila Sésamo se han mostrado por las dos estaciones hasta 1974, cuando Rede Globo asumió por completo la producción del programa. 
Una vez llegado a un acuerdo con Children's Television Workshop (hoy Sesame Workshop) y obteniendo los derechos para hacer la adaptación brasileña del programa, Vila Sésamo finalmente se estrenó en la televisión. Se transmitía a las 10:45 de la mañana y 04:00 de la tarde, y duró media hora. Era un programa que presentaba conceptos de educación para los niños, pero de una manera que no era aburrida, que combina la educación con el entretenimiento y una buena dosis de humor. El escenario era una vila donde la gente vivía con niños y marionetas. Más de las tres fases del programa se han planteado diferentes cuestiones tales como letras, números, colores, la higiene, el respeto en el tráfico, y otros. Todo ello acompañado de dibujos animados y canciones compuestas por los hermanos Marcos y Paulo Sérgio Valle. 
Fue a partir de 1973 que fue totalmente nacionalizada Vila sésamo. Este año se puso de manifiesto que la versión brasileña de la famosa muñecas Garibaldi, Gugu y Fung-Fung. Otra novedad fue la participación de los niños de entre 3 y 10 años. Las únicas escenas no producidas en Brasil fueron las de Ernie y Bert, personajes de Sesame Street, donde las escenas fueron presentadas en serie. 
Con el tiempo son nuevos temas, nuevos personajes, el éxito de los niños de la TV en Brasil. Vila Sésamo llegó a su fin en 1977, eso debido a los altos costes de producción y también por la finalización del contrato con CTW. Su última episodio fue el 4 de marzo de 1977.

## Personajes
El escenario de Vila Sésamo era un pueblo donde comvivían niños, adultos y muñecas. Muchos de estos personajes son recordados hoy por las personas que asistieron a la serie como los niños. 
Garibaldi era un ave gigante y tomado muy gangling, que amaba aprender cosas nuevas. Vivió discutiendo con Gugu, una muñeca de mal carácter, que no le gusta dejar el barril en el que viven. También existía Funga-Funga, un extraño elefante que amaba cantar y vivía constantemente deprimido, esto debido a que la gente lo veía como un monstruo. Era el amigo imaginario de Garibaldi, por lo tanto, solo aparece el amigo y los hijos. 
Además de las muñecas, estaban los personajes adultos. Existe Juca, un trabajador que se dedicaba reparador cosas de las cuales siempre algo salía mal, estaba casado con Gabriela, una hermosa chica que le gustaba la práctica de gimnasia y era una gran cocinero. Ana María fue el maestro de la escuela de Vila Sésamo, muy animado y divertido, era la novia de Antonio, un conductor de camión. Incluso existe Su Almeida, propietario de las ventas de la aldea. 
Estos fueron los principales personajes del programa, pero a lo largo de las tres fases, Vila Sésamo recibió más caracteres, todavía tenía el edificio, el profesor León, la de Bruno, el Jujuba, el marinero, el BIDU y muchos otros.

## Cuadros del programa (2007)
- Letra do Dia (en español: Letra del día): Un cuadro donde Big Bird tiene que encontrar tres cosas con alguna letra del alfabeto.
- Vamos Contar com a Bel (en español:Vamos a contar con Bel):. Un cuadro donde Bel necesita encontrar objetos en una piscina de datos de color.
- Elmo's World (en español:El Mundo de Elmo):. Un cuadro donde Elmo descubre varias cosas y aún conversa con los bebés.
- Global Grover (en español:El Mundo de Archibaldo):Un cuadro donde Archibaldo habla sobre sus viajes a otros países.
- Play With Me Sesame (en español:Juega Conmigo Sésamo): Un cuadro donde los personajes Beto,Enrique,Archibaldo y Aurora juegan y bailan hasta cansarse.

## Fases del programa
De 1972 a 1977, Vila Sésamo tuvo tres fases. 
Vila Sésamo I (1972 a 1974) - Fue el debut de la fase del programa, como se ha demostrado por la Red de Cultura y la Red Globo. En esta etapa, si se cumplen todos los requisitos de expedición de la Norte americana. Por lo que se muestran más escenas de Sesame Street, y la presentación de los marcos temáticos con el fin repetitivo. Pero fue a partir de 1973 que fue totalmente nacionalizada Vila Sésamo, con nuevos personajes, nuevas canciones, nuevas rutas ... Una verdadera "revolución nacional" en el programa. Duró hasta el año 1974, cuando la red Globo tuvo la totalidad de la producción de la serie. 
Vila sésamo II (1974 a 1975) - En esta fase, se utilizaron nuevos temas, se ampliaron los escenarios y Vila Sésamo ya contaba con aproximadamente 800 niños! 
Vila sésamo III (1975 a 1977) - En la tercera y última fase se añadidieron nuevos personajes se, además de nuevos temas. La única escena en la producción no fueron las escenas entre Bob y Enio (escenas de la serie original). Con el final de esta fase, también vino el final del programa, que todavía dejaba que perder.
- Datos: Q3282330